# Futsal Klub Chrudim
Il Futsal Klub Chrudim, noto tra il 2000 e il 2020 come Era-Pack Chrudim per motivi di sponsorizzazione, è una squadra ceca di calcio a 5 con sede a Chrudim. È la squadra più titolata della Repubblica Ceca, avendo vinto 15 campionati e 9 Coppe nazionali.

## Storia
La società è stata fondata nel 1991 a Rváčov, frazione del comune di Vysočina, come "FC Rváčov". In seguito all'ingresso dell'azienda Era-Pack nella dirigenza, nel 2000 il Rváčov assume la denominazione "FK Era-Pack Chrudim" e si trasferisce a Chrudim. In appena un biennio, la squadra raggiunge la massima serie e nel 2004 vince il primo titolo nazionale. Negli anni successivi l'Era-Pack Chrudim conquista quattordici campionati su sedici, arrendendosi solamente al Jistebník nel 2005-06 e allo Sparta Praga nel 2018-19. Nella primavera del 2020 la dirigenza annuncia la conclusione della storica sponsorizzazione: dal campionato seguente, la società diventa semplicemente "Futsal Klub Chrudim".

## Palmarès
- Campionato ceco: 15

2003-04, 2004-05, 2006-07, 2007-08, 2008-09, 2009-10, 2010-11, 2011-12, 2012-13, 2013-14, 2014-15, 2015-16, 2016-17, 2017-18, 2019-20
- Coppa della Repubblica Ceca: 11

2004-05, 2007-08, 2008-09, 2009-10, 2010-11, 2011-12, 2012-13, 2014-15, 2015-16, 2016-17, 2017-18